# Villa del Bandino
La Villa del Bandino, o al Canto al Paradiso o Il Paradiso o Bandini, poi Niccolini, è una dimora storica rurale di Firenze, situata in via del Paradiso 5 (Quartiere 3), nel nucleo medievale del borgo detto del Bandino. 

## Storia

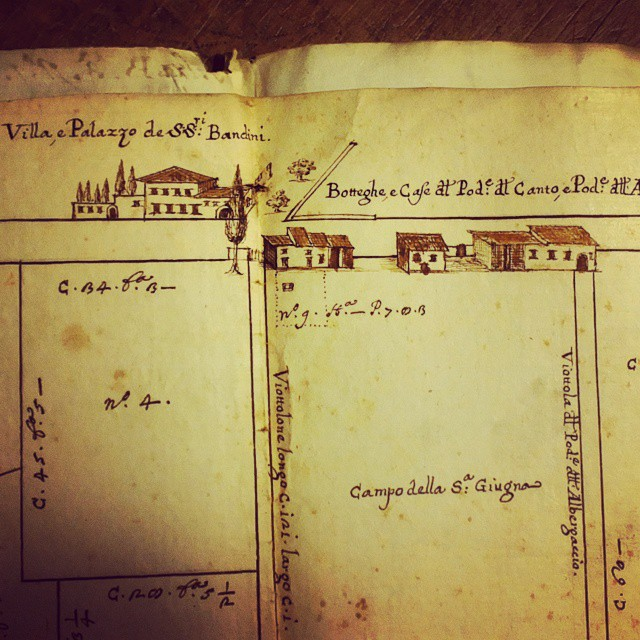
La facciata della villa nel 1681 (in alto a sinistra), disegnata in una vecchia mappa del borgo del Bandino. (Archivio Niccolini)

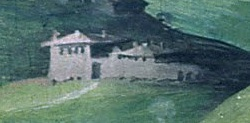
Particolare della villa del Bandino nel dipinto sull'assedio di Firenze di Giorgio Vasari e Giovanni Stradano

Il nucleo originario della villa fu costruita per la famiglia Baroncelli nell'XII secolo, passando poi in successione a Bandino di Bencivenni Baroncelli, da cui ebbe origine la famiglia dei famiglia Bandini.
Fu lui a promuovere una serie di lavori che ampliarono l'edificio padronale e le strutture rurali satelliti. Tutta la proprietà rischiò di essere confiscata dal Comune quando Bernardo Bandini Baroncelli partecipò alla congiura dei Pazzi, venendo giustiziato, ma la famiglia riuscì a dimostrare la sua estraneità, mantenendo i suoi averi. 
Alessandro Giovanni Bandini fu, nel 1529, tra i capitani all'assedio di Firenze, per cui la sua villa servì da alloggio per il comandante dell'esercito assediante, il principe Filiberto d'Orange, e non venne quindi distrutta come molti edifici del contado fiorentino. Ne esiste anche una raffigurazione nel noto affresco dell'Assedio di Firenze realizzato da Giovanni Stradano nella Sala di Clemente VII a Palazzo Vecchio. 
Altre rappresentazioni grafiche della proprietà agli inizi del XVII secolo sono due disegni di Giorgio Vasari il Giovane (nipote di Giorgio Vasari) conservati al Gabinetto dei disegni e delle stampe degli Uffizi, che raffigurano alcuni dettagli architettonici e una planimetria del cortile con descrizione sommaria del giardino, che era decorato da fontane, piante di agrumi in vaso, una limonaia, un pomario e una scalinata in pietra che portava a una terrazza meridionale da cui si goveva la vista dell'intera proprietà e dei campi attorno. 
Nel giardino, in quella che doveva essere una grotta di gusto manierista sotto alla terrazza, si trovava anche il gruppo marmoreo di Alfeo e Aretusa, scolpito da Battista Lorenzi tra il 1568 e il 1570 su commissione di Alamanno Bandini, che nel 1940, quando la villa era di proprietà della famiglia americana Fletcher, fu esportata negli Stati Uniti e venduta al Metropolitan Museum of Art di New York, dove oggi si trova. 
Nel 1745, quando la villa era passata ai marchesi Niccolini, fu costruita come nuovo fondale la cosiddetta Grotta del Bandino, su progetto di Giuseppe Menabuoi, in cui si trovava, tra l'altro, una statua di Venere e Adone, trafugata durante la prima guerra mondiale.
Nel 1830 la villa venne divisa in due e ceduta alle famiglie Biagini e i Consiglio, che a loro volta la vendettero ai Corsini e a Napoleone Rossi. Nel 1863 il V principe di Sismano Andrea Corsini vendette un ulteriore quarto della villa al Comune di Bagno a Ripoli, il quale vi trasferì una scuola educativa per fanciulli, su progetto del principe stesso. 
Iniziò così la frammentazione della proprietà, che fu all'origine della lottizzazione e dello stravolgimento della proprietà, con la costruzione di alloggi popolari che snaturarono gran parte del complesso e che oggi ne rendono la lettura molto complessa.
Tuttavia nel XIX secolo la villa visse ancora dei periodi di lustro, quando le sue sezioni furono abitate dallo storico della scienza Andrea Corsini, dal compositore Lorenzo Perosi  , e dal tenore Achille di Felice Rossi-Ghelli, che l'aveva comprata dal fratello Napoleone il 10 aprile 1871. Nel 1897 venne costruito dai Rossi il piccolo oratorio lungo la via del Paradiso.

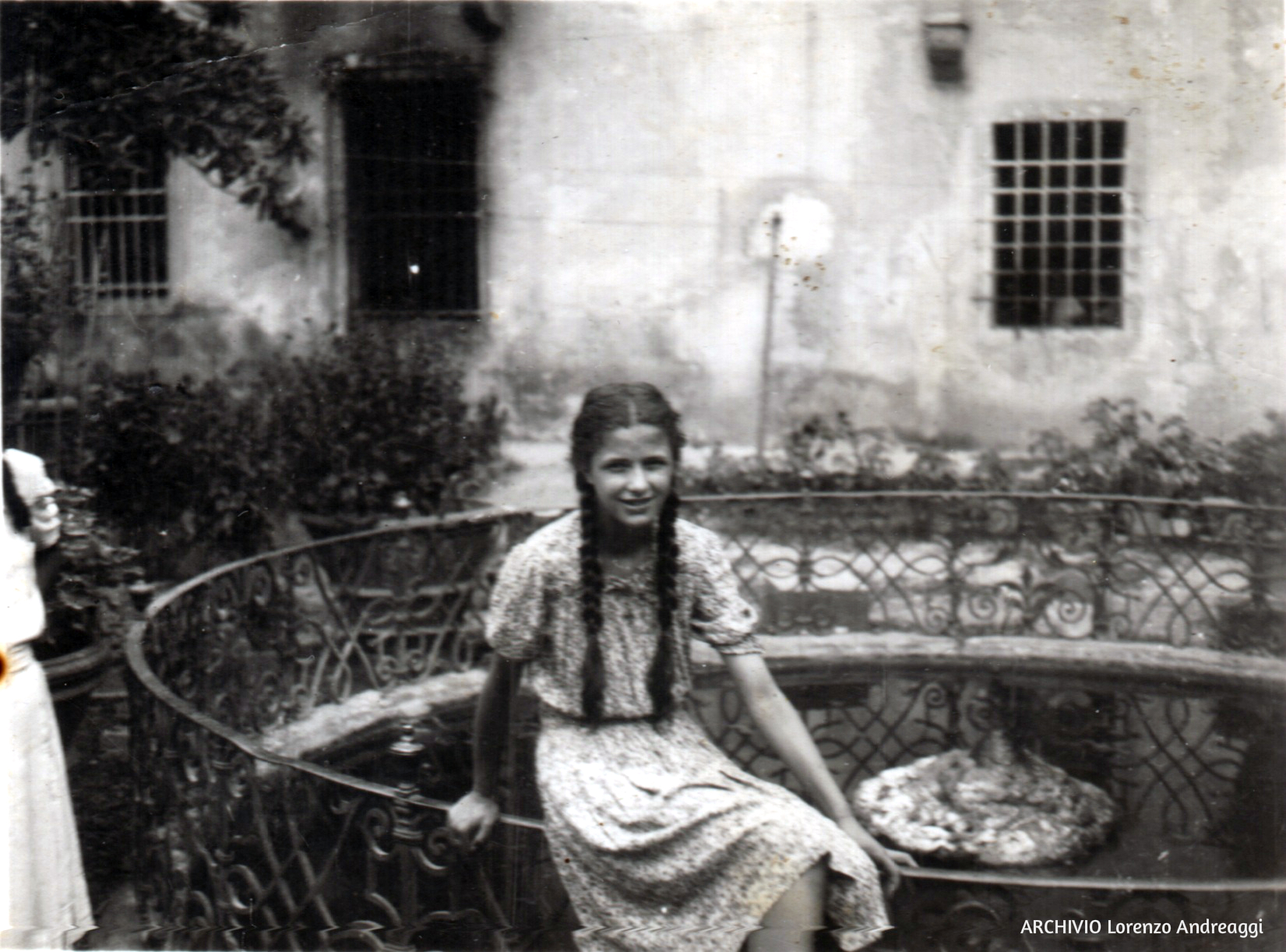
La fontana della villa in una vecchia foto

Ad oggi, questa parte comunale (lungo la via di Ripoli 118) dopo essere stata adibita agli sfollati della seconda guerra mondiale e alla Polizia, è sede della Biblioteca comunale del Quartiere 3 di Firenze dal 1999, mentre il resto della villa è di proprietà dei giardinieri e fiorai Masini dal 1942.

## Descrizione

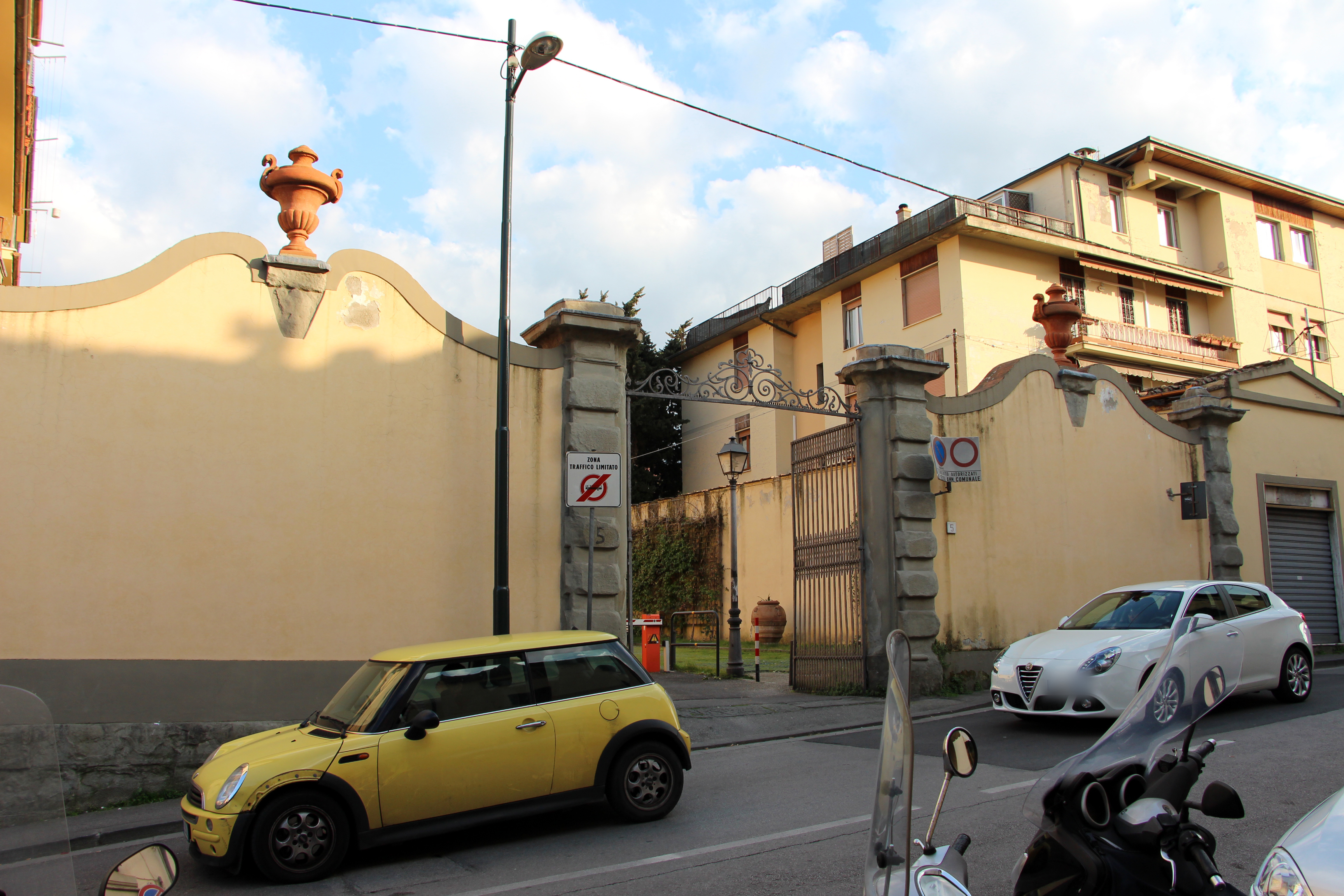
L'ingresso monumentale

Si accede alla villa da un'entrata monumentale decorata da vasi di terracotta, stemmi e una cancellata. Il piazzale d'ingresso era originariamente composto da con un "pallottolaio" (prato) e una vasca in ferro battuto, Da qui verso sud si poteva raggiungere un "giardino segreto", chiuso da alte mura, e la tuttora esistente grotta-ninfeo, risalente al 1745. 
L'edificio principale, sviluppato su tre livelli esclusi i sotterranei e le mansarde, presenta ambienti diversi per stile e decorazione, con un aspetto dominante tra Rinascimento e Manierismo, declinati secondo la sobrietà dell'architettura rurale toscana. Al piano terra spiccano alcuni ambienti voltati, con peducci di varie forme, databili tra XV e XVII secolo (più un paio rifatti nel 1896 dopo il terremoto del 1895). Al primo piano invece prevalgono i soffitti a travi di legni, retti su mensole a volute.
Esiste anche un cunicolo sotterraneo che collegava il palazzo con il monastero del Paradiso (chiesa di Santa Brigida al Paradiso) passando sotto la via del Paradiso.